# 馬克斯克里克鎮區 (北卡羅萊納州韋克縣)
馬克斯克里克鎮區（英語：Marks Creek Township）是位於美國北卡羅萊納州韋克縣的一個鎮區。

## 地方資料
馬克斯克里克鎮區的面積為137.40平方千米，當中陸地面積為136.23平方千米，而水域面積為1.17平方千米。根據2020年美國人口普查的數據，當地共有人口28980人，而人口密度為每平方千米210.92人。